# Słupia (gmina, Łódź)
Pour les articles homonymes, voir Słupia.
Słupia est une gmina rurale du powiat de Skierniewice, Łódź, dans le centre de la Pologne. Son siège est le village de Słupia, qui se situe environ 17 km au sud-ouest de Skierniewice et 36 km à l'est de la capitale régionale Łódź.
La gmina couvre une superficie de 41,16 km2 pour une population de 2 658 habitants.

## Géographie
La gmina inclut les villages de Bonarów, Bonarów-Działki, Gzów, Krosnowa, Marianów, Modła, Nowa Krosnowa, Podłęcze, Słupia, Słupia-Folwark, Słupia-Pokora, Winna Góra, Wólka-Nazdroje et Zagórze.
La gmina borde les gminy de Głuchów, Godzianów, Jeżów, Lipce Reymontowskie et Rogów.